# Güneysu
Güneysu è un comune (Turco: Güneysu Belediyesi; Greco: δῆμος Ποταμιᾶς dē̂mos Potamiā̂s; armeno: Գյունեյսուի մունիցիպալիտետ Gyuneysui municʼipalitet oppure, storicamente, Պոտոմիաի մունիցիպալիտետ Potomiai municʼipalitet) della provincia di Rize, in Turchia, capoluogo del distretto omonimo.